# Listsee
De Listsee is een meertje op het grondgebied van het Duitse Bad Reichenhall, op de zuidflanken van de Hochstaufen in het Berchtesgadener Land, aan de rand van de Chiemgauer Alpen, dicht bij de grens met Oostenrijk. Het meer heeft een oppervlakte van 0,4 hectare.

## Stroomgebied
De bronnen van de Listsee bevinden zich ondergronds; het meertje bevat vissen en heeft meestal een typerend donkergroene kleur. Vanuit de Listsee vloeit de beek Hammerbach, die via het gehucht Nonn in de Hosewaschbach uitmondt en van belang is voor de watervoorziening van de stad Reichenhall. Onmiddellijk bij de Listsee bevindt zich dan ook een tankreservoir. Aan de oever van de Listsee zijn restanten van een vuurplaats uit de bronstijd aangetroffen.
Volgens een sage zou de Listsee ontstaan zijn doordat reuzen op de Alpenweide een rondedans gedanst zouden hebben.

## Referentie
1. ↑  Gearchiveerde kopie. Gearchiveerd op 2 oktober 2023. Geraadpleegd op 10 april 2024.